# クリミア人民共和国の大統領
クリミア人民共和国の大統領の一覧（クリミアじんみんきょうわこくのだいとうりょうのいちらん）は、クリミア人民共和国の政府の長であり、閣議（内閣の会議）の議長を務めるクリミア人民共和国の大統領の一覧である。
クリミア人民共和国は1917年12月から1918年1月までウクライナ南部のクリミア半島に存在した国家である。

## 大統領の一覧
| 代  | 大統領                                      | 大統領 | 所属政党 | 期 | 在職期間                       | 在職期間 | 備考             |
| --- | ------------------------------------------- | ------ | -------- | -- | ------------------------------ | -------- | ---------------- |
| 001 | ノーマン・チェレビジハン Numan Çelebi Cihan |        | 無所属   | 1  | 1917年12月13日 - 1918年1月26日 | 44日     | 独立大統領職廃止 |